# Ventura County FC
El Ventura County FC, fundado como LA Galaxy II, es un equipo de fútbol de los Estados Unidos que juega en la MLS Next Pro, tercera liga de fútbol más importante del país. Es el equipo reserva del LA Galaxy de la MLS.

## Historia
Fue fundado el 29 de enero del año 2014 en la ciudad de Carson, California como el principal equipo filial del LA Galaxy, equipo de la Major League Soccer, con el objetivo de darle crecimiento a su programa de formación de jugadores en el sur de California.

Su primer partido lo disputaron ante el Fresno Fuego de la USL Premier Development League actual USL League Two el 13 de febrero del 2014, al que derrotaron 2-1 y Travis Bowen anotó el primer gol del club en un partido. Su debut en un torneo oficial fue el 22 de marzo del 2014 ante el Orange County Blues FC en casa, con victoria de 3-1. Justin Brown anotó el primer gol del club en una competición oficial para el club.
Disputó su última temporada en la USL 2022, para en 2023 unirse a la nueva MLS Next Pro.
En marzo de 2024, el club se mudó a Thousand Oaks, California, y renombrado como Ventura County FC.

## Jugadores

### Equipo 2024
- Incluye jugadores a préstamo del primer equipo, jugadores del SuperDraft, jugadores de las inferiores y jugadores a prueba.